# Tournoi de tennis des Woodlands
Le tournoi de tennis des Woodlands (Texas, États-Unis) est un tournoi de tennis masculin du circuit professionnel ATP organisé de 1976 à 1979 dans The Woodlands. Également connu sous l'appellation World of Doubles, le tournoi présentait uniquement un tableau de double messieurs. De 1980 à 1982, le tournoi se poursuit à Sawgrass en Floride.  

## Palmarès messieurs

### Double
| No | Date       | Nom et lieu du tournoi       | Catégorie | Dotation  | Surface    | Vainqueurs                     | Finalistes                      | Score                   |  |
| -- | ---------- | ---------------------------- | --------- | --------- | ---------- | ------------------------------ | ------------------------------- | ----------------------- |  |
| 1  | 15-09-1976 | ATP World Doubles, Woodlands |           | 100 000 $ | Dur (ext.) | Brian Gottfried Raúl Ramírez   | Phil Dent Allan Stone           | 6-1, 6-4, 5-7, 7-6      |  |
| 2  | 13-09-1977 | ATP World Doubles, Woodlands |           | 125 000 $ | Dur (ext.) | Tom Okker Marty Riessen        | Tim Gullikson Tom Gullikson     | 3-6, 6-3, 6-3, 4-6, 6-1 |  |
| 3  | 11-09-1978 | ATP World Doubles, Woodlands |           | 125 000 $ | Dur (ext.) | Wojtek Fibak Tom Okker         | Marty Riessen Sherwood Stewart  | 7-6, 3-6, 4-6, 7-6, 6-3 |  |
| 4  | 16-09-1979 | ATP World Doubles, Woodlands |           | 150 000 $ | Dur (ext.) | Marty Riessen Sherwood Stewart | Robert Carmichael Tim Gullikson | 6-3, 2-2, ab.           |  |